# Danexit

Położenie Danii w Unii Europejskiej

Danexit (lub Dexit) – neologizm określający hipotetyczne wystąpienie Danii z Unii Europejskiej zgodnie z propozycją duńskich prawicowych populistów. Słowo to jest analogiczne do terminu Brexit, który oznacza wyjście Wielkiej Brytanii z UE, a zatem jest zbitką słów „Dan” (dla Danii) i „exit” (po angielsku „wyjazd”).

## Historia
Dania jest członkiem UE od 1973 roku. Duńczycy głosowali przeciwko Traktatowi z Maastricht w 1992 r., który musiał zostać renegocjowany po głosowaniu na „nie” w Kopenhadze. W 2000 r. zdecydowano nie wprowadzać euro jako nowej waluty. Z sondaży wynika, że większość respondentów chciałaby pozostać w UE. Komisja Europejska co roku przeprowadza badania opinii publicznej, z których wynika, że od połowy do trzech czwartych respondentów opowiada się za pozostaniem w UE. Tylko w sondażu przeprowadzonym w 2016 r. przez prywatny instytut opinii A4V, na którego czele stoi poseł Dansk Folkeparti (DF) Erik Høgh-Sørensen, jedna trzecia respondentów przy podejmowaniu decyzji o opuszczeniu Wielkiej Brytanii woli omawiać stosunki z własnym krajem. Ponownie 27% respondentów opowiada się za natychmiastowym wyjściem z UE, 30% za pozostaniem w UE, a 43% nie chce się angażować lub nie ma zdania w tej sprawie.
Ewentualne wyjście Danii z UE popiera część polityków prawicowego populisty Duńskiej Partii Ludowej. Liberalna partia Venstre, podobnie jak inne partie, jest przeciwna wyjściu z UE. Przedstawiciele prawicowych populistów w Danii zwołali referendum w sprawie opuszczenia UE przed głosowaniem w Wielkiej Brytanii 23 czerwca 2016 r. Duński poseł Kenneth Kristensen Berth powiedział w wywiadzie z 2016 r.: „Obecnie czekamy na wyniki brytyjskich negocjacji z UE; na temat tego, jakie stosunki Wielka Brytania wejdzie z UE. Jestem całkowicie pewien, że wynik będzie taki, że głosowanie w tej sprawie może być interesujące także dla duńskich wyborców. Morten Messerschmidt, również członek Dansk Folkeparti, na początku 2020 roku przewidywał, że jego kraj opuści Unię Europejską w ciągu dziesięciu lat. Wyraził przekonanie, że brexit będzie wielkim sukcesem.

## Badania opinii publicznej
| Data przeprowadzenia | Sondażownia / sondażownie | Odsetek osób za | Odsetek osób przeciw       | Odsetek niezdecydowanych                                                      |     |     |     |
| -------------------- | ------------------------- | --------------- | -------------------------- | ----------------------------------------------------------------------------- | --- | --- | --- |
| Data przeprowadzenia | Sondażownia / sondażownie | Marzec 2023     | YouGov/Eurotrack           | Odsetek niezdecydowanych                                                      | 68% | 16% | 16% |
| Luty 2021            | YouGov/Eurotrack          | 62%             | 23%                        | 12%                                                                           |     |     |     |
| Kwiecień 2020        | Sentio                    | 39%             | 39%                        | 22%                                                                           |     |     |     |
| Listopad 2019        | Eurobarometr              | 63%             | 26%                        | 11%                                                                           |     |     |     |
| Kwiecień 2019        | Sentio                    | 41%             | 43% (Cooperazione nordica) | 2%                                                                            |     |     |     |
| Listopad 2018        | Eurobarometr              | 60%             | 31%                        | 9%                                                                            |     |     |     |
| Listopad 2017        | Eurobarometr              | 52%             | 37%                        | 11%                                                                           |     |     |     |
| Listopad 2016        | Eurobarometr              | 57%             | 39%                        | 4%                                                                            |     |     |     |
| Marzec 2016          | Analyseenheden 4V         | 30%             | 27%                        | 34% (opcja Poczekaj i zobacz, a decyzję podejmij później) 9% (opcja Nie wiem) |     |     |     |
| Listopad 2015        | Eurobarometr              | 65%             | 30%                        | 5%                                                                            |     |     |     |
| Listopad 2014        | Eurobarometr              | 73%             | 25%                        | 2%                                                                            |     |     |     |
| Listopad 2013        | Eurobarometr              | 75%             | 22%                        | 3%                                                                            |     |     |     |